# Jamiu Alimi
Jamiu Alimi (Lagos, 5 ottobre 1992) è un ex calciatore nigeriano, di ruolo difensore.

## Carriera

### Club
Ha giocato nella massima serie ucraina, in quella cipriota ed in quella nigeriana.

### Nazionale
Nel 2015 ha esordito in nazionale.

## Statistiche

### Cronologia presenze e reti in nazionale
| Cronologia completa delle presenze e delle reti in nazionale ― Nigeria | Cronologia completa delle presenze e delle reti in nazionale ― Nigeria | Cronologia completa delle presenze e delle reti in nazionale ― Nigeria | Cronologia completa delle presenze e delle reti in nazionale ― Nigeria | Cronologia completa delle presenze e delle reti in nazionale ― Nigeria | Cronologia completa delle presenze e delle reti in nazionale ― Nigeria | Cronologia completa delle presenze e delle reti in nazionale ― Nigeria | Cronologia completa delle presenze e delle reti in nazionale ― Nigeria |
| Data                                                                   | Città                                                                  | In casa                                                                | Risultato                                                              | Ospiti                                                                 | Competizione                                                           | Reti                                                                   | Note                                                                   |
| ---------------------------------------------------------------------- | ---------------------------------------------------------------------- | ---------------------------------------------------------------------- | ---------------------------------------------------------------------- | ---------------------------------------------------------------------- | ---------------------------------------------------------------------- | ---------------------------------------------------------------------- | ---------------------------------------------------------------------- |
| 17-10-2015                                                             | Port Harcourt                                                          | Nigeria                                                                | 2 – 0                                                                  | Burkina Faso                                                           | Qual. Campionato delle Nazioni Africane 2016                           | -                                                                      |                                                                        |
| 25-10-2015                                                             | Ouagadougou                                                            | Burkina Faso                                                           | 0 – 0                                                                  | Nigeria                                                                | Qual. Campionato delle Nazioni Africane 2016                           | -                                                                      | 46’                                                                    |
| 18-1-2016                                                              | Kigali                                                                 | Nigeria                                                                | 4 – 1                                                                  | Niger                                                                  | Campionato delle Nazioni Africane 2016                                 | -                                                                      | 10’ 17’                                                                |
| 26-1-2016                                                              | Gisenyi                                                                | Guinea                                                                 | 1 – 0                                                                  | Nigeria                                                                | Campionato delle Nazioni Africane 2016                                 | -                                                                      |                                                                        |
| Totale                                                                 |                                                                        | Presenze                                                               | 4                                                                      |                                                                        | Reti                                                                   | 0                                                                      |                                                                        |